# Heteracanthocephalus
Heteracanthocephalus is een geslacht in de taxonomische indeling van de Acanthocephala (haakwormen). De worm wordt meestal 1 tot 2 cm lang. Ze komen algemeen voor in het maag-darmstelsel van ongewervelden, vissen, amfibieën, vogels en zoogdieren.
De haakworm behoort tot de familie Heteracanthocephalidae. Heteracanthocephalus werd in 1956 beschreven door Petrotchenko.